# Sommarparty
Sommarparty är en sommarsång skriven av Lasse Holm och Monica Forsberg, och ursprungligen framförd av Herreys vid Sopotfestivalen 1985, där melodin gick segrande ur tävlingen. Herreys spelade även in sången på albumet Crazy People 1985. Herreys spelade 1986 även in den på engelska, som "Summerparty", på albumet Herrey's Story 1986.

## Andra inspelningar
1985 spelades sången in av Stig-Roland Holmblm på albumet Memories 1985. Den spelades också in av Flamingokvintetten 1996, och släpptes på singel. samt utgavs på albumet Favoriter.

## Listplaceringar
| Lista (1985) | Topplacering |
| ------------ | ------------ |
| Sverige      | 20           |

### Fotnoter
1. ↑  ”Polsk festival rena svensktoppen” (på svenska). Skånska Dagbladet. 21 augusti 2008. https://www.skd.se/2008/08/21/polsk-festival-rena-svensktoppen/. Läst 19 juni 2021.
2. ↑  ”Crazy People”. Svensk mediedatabas. 11 mars 1985. http://smdb.kb.se/catalog/id/001890060. Läst 19 augusti 2014.
3. ↑  ”Herrey's Story”. Svensk mediedatabas. 11 mars 1986. http://smdb.kb.se/catalog/id/001891023. Läst 19 augusti 2014.
4. ↑  ”Memories”. Svensk mediedatabas. 11 mars 1985. http://smdb.kb.se/catalog/id/001891079. Läst 19 augusti 2014.
5. ↑  ”Sommarparty”. Svensk mediedatabas. 11 mars 1996. http://smdb.kb.se/catalog/id/001510766. Läst 19 augusti 2014.
6. ↑  ”Favoriter”. Svensk mediedatabas. 11 mars 1996. http://smdb.kb.se/catalog/id/001510839. Läst 19 augusti 2014.
7. ↑  ”Sommarparty”. Swedishcharts. 11 mars 1985. http://swedishcharts.com/showitem.asp?interpret=Herrey%27s&titel=Sommarparty&cat=s. Läst 19 augusti 2014.